# Distrito de Partizánske
El distrito de Partizánske (en eslovaco Okres Partizánske) es una unidad administrativa (okres) de Eslovaquia Occidental, situado en la región de Trenčín, con 48 005 habitantes (en 2001) y una superficie de 301 km². Su capital es la ciudad de Partizánske.

## Demografía
| Año        | 1994   | 2004    | 2014    | 2024    |
| ---------- | ------ | ------- | ------- | ------- |
| Población  | 48 469 | 47 573  | 46 462  | 43 201  |
| Diferencia |        | −1,84 % | −2,33 % | −7,01 % |

| Año        | 2023   | 2024    |
| ---------- | ------ | ------- |
| Población  | 43 509 | 43 201  |
| Diferencia |        | −0,70 % |

## Ciudades (población año 2017)
- Partizánske (capital) 22 658

## Municipios
- Bošany 4080
- Brodzany 862
- Chynorany 2716
- Hradište 1011
- Ješkova Ves 500
- Klátova Nová Ves 1664
- Kolačno 895
- Krásno 489
- Livina 114
- Livinské Opatovce 247
- Malé Kršteňany 544
- Malé Uherce 732
- Nadlice 621
- Nedanovce 626
- Ostratice 818
- Pažiť 470
- Skačany 1375
- Turčianky 148
- Veľké Kršteňany 607
- Veľké Uherce 2020
- Veľký Klíž 900
- Žabokreky nad Nitrou 1724